# Prospero Richelmy
Conte Prospero Richelmy (Torino, 28 luglio 1813 – Torino, 13 luglio 1883) è stato un nobile, ingegnere idraulico e docente italiano.

## Biografia
Figlio del conte Agostino e di Olimpia Cottolengo (nipote di Pietro Rignon), si laureò in ingegneria non ancora ventenne e cinque anni dopo divenne docente; dalla sua collaborazione con Carlo Ignazio Giulio, Ascanio Sobrero e Quintino Sella nacque la Scuola di applicazione d'ingegneria di Torino (attuale Politecnico), di cui fu il primo direttore.
Fu docente di matematica e di idraulica applicata.
Contribuì alla realizzazione di numerosi nuovi laboratori, tra i quali in particolare, nel 1869, un edificio idraulico (la "Torre idraulica di Richelmy" o "Torre degli efflussi", dotata di un salto di 20 metri) dotato di motori idraulici di vario tipo, di turbine e di vasche per realizzare esperimenti dinamometrici, che rimase in funzione per quasi un secolo, fino al trasferimento del Politecnico in corso Duca degli Abruzzi nel 1958.
In campo scientifico i suoi contributi più significativi rientrano nell'idraulica e nella meccanica applicata.
La sua dottrina e la sua attività sono documentate negli Annali dell'Accademia delle Scienze di Torino, della quale fu vicepresidente per due decenni.
Nominato commendatore dell'Ordine dei Santi Maurizio e Lazzaro, partecipò alla stesura del codice civile per le materie di cui era maestro.
Nel Castello del Valentino è ricordato con un primo busto nello scalone d'onore e con un secondo nell'aula dei professori; la città di Torino gli ha dedicato una via.
Il figlio Agostino fu arcivescovo di Torino e cardinale.